# Noord Haffel
Noord Haffel is een polder en buurtschap in de gemeente Texel in de provincie Noord-Holland.
Noord Haffel is de verlengde polder van Zuid Haffel, wat een van de oudste polders van het Nederlandse waddeneiland Texel is. Rond 1630 werd Noord Haffel als buurtschap Noordhaffelt genoemd. Dit was toen een vrij grote buurtschap, er lagen 10 haardsteden. De buurtschap liep ongeveer vanaf De Kamp, via De Witte Engel en De Leemkuil tot Ons Genoegen. De juiste grenzen van Noord Haffel waren niet bekend.
Er bestaat ook een boerderij met de naam Noordhaffel, die gelegen is aan de Pontweg, deze stamt waarschijnlijk al uit 1700. Echter de boerderij wordt momenteel niet meer als zodanig gebruikt. De boerderij is tegenwoordig in het bezit Schapenboerderij Texel.
Dorpen en gehuchten: 't Horntje · De Cocksdorp · De Koog · De Waal · Den Burg · Den Hoorn · Oosterend · Oudeschild

Buurtschappen: Bargen · Burger Nieuwland · De Kuil · De Naal ·  De Nes · De Westen · Dijkmanshuizen · Driehuizen · Harkebuurt · Het Noorden · Midden-Eierland · Molenbuurt · Nieuweschild · Noord Haffel · Noorderbuurt · Ongeren · Oost · Spang · Spijkdorp · Tienhoven · Westergeest · Westermient · Zevenhuizen · Zuid-Eierland · Zuid Haffel

Noord-Holland: Steden en dorpen in Noord-Holland      Nederland: Provincies · Gemeenten